# Offene Menge
In der Mathematik ist eine offene Menge eine Verallgemeinerung eines offenen Intervalles. Anschaulich ist eine Menge offen, wenn ihre Elemente nur von Elementen dieser Menge umgeben sind, mit anderen Worten, wenn kein Element der Menge auf ihrem Rand liegt. Ob eine Menge offen ist oder nicht, hängt von dem Raum ab, in dem sie liegt. Die rationalen Zahlen {\displaystyle x} mit {\displaystyle 0<x<1} bilden eine offene Menge in den rationalen Zahlen, aber nicht in den reellen Zahlen, da jedes Intervall reeller Zahlen mit mehr als einem Element auch irrationale Zahlen enthält.
Die Komplementärmenge einer offenen Menge nennt man abgeschlossene Menge. Abgeschlossene Mengen sind dadurch charakterisiert, dass sie alle ihre Häufungspunkte enthalten. Zu beachten ist, dass es sowohl Mengen gibt, die weder abgeschlossen noch offen sind, wie etwa das Intervall {\displaystyle (0,1]} auf den reellen Zahlen, als auch Mengen, die beides sind, wie die leere Menge. Solche Mengen, die gleichzeitig offen und abgeschlossen sind, werden als abgeschlossene offene Menge (auch abgeschloffene Mengen, nach dem englischen Begriff als clopen set bezeichnet).
Der Begriff der offenen Menge lässt sich auf verschiedenen Abstraktionsstufen definieren. Wir gehen hier vom Beispiel der reellen Intervalle, zu den anschaulichen euklidischen Raum über den metrischen Raum zum allgemeinsten Kontext, dem topologischen Raum.

## Offene Intervalle im Reellen
Ein einfaches Beispiel einer offenen Menge innerhalb des topologischen Raumes {\displaystyle \mathbb {R} } der reellen Zahlen ist das offene Einheitsintervall {\displaystyle (0,1)}. Der Rand dieses Intervals besteht exakt aus den Zahlen 0 und 1, und da diese Zahlen keine Elemente dieses Intervalls sind, ist es offen.
Dagegen ist das Intervall {\displaystyle (0,1]} nicht offen. Der Rand dieses Intervalls besteht ebenfalls aus den Zahlen 0 und 1, aber die da die 1 ein Element des Intervalls ist, ist das Intervall nicht offen. (Zudem ist es auch kein  abgeschlossenes Intervall.)

## Euklidischer Raum

### Definition
Ist {\displaystyle U} eine Teilmenge des {\displaystyle n}-dimensionalen euklidischen Raums {\displaystyle \mathbb {R} ^{n}}, dann nennt man {\displaystyle U} offen, falls gilt:
Für jedes {\displaystyle x} aus {\displaystyle U} gibt es eine reelle Zahl {\displaystyle \varepsilon >0}, so dass jeder Punkt {\displaystyle y} des {\displaystyle \mathbb {R} ^{n}}, dessen Abstand zu {\displaystyle x} kleiner ist als {\displaystyle \varepsilon }, in {\displaystyle U} liegt.
Mit Quantoren ausgedrückt bedeutet dies: 
{\displaystyle \forall x\in U\left(\exists \epsilon >0\left(\forall y\in \mathbb {R} ^{n}\left(\left(|x-y|<\epsilon \right)\Rightarrow y\in U\right)\right)\right)}.

### Erläuterung
Man beachte, dass {\displaystyle \varepsilon } vom Punkt {\displaystyle x} abhängt, d. h., für verschiedene Punkte gibt es verschiedene {\displaystyle \varepsilon }. Anschaulich ist die Menge der Punkte, deren Abstand von {\displaystyle x} kleiner ist als {\displaystyle \varepsilon }, eine Kugel, und zwar nur das Innere ohne die Oberfläche. Man nennt sie deshalb auch eine offene Kugel. (Im {\displaystyle \mathbb {R} ^{2}} ist diese Kugel das Innere eines Kreises.) Diese Kugel ist die in der Einleitung angesprochene Umgebung von Punkten aus {\displaystyle U}. Die Bedingung für eine offene Menge ist also, dass es um jeden ihrer Punkte eine Kugel mit Radius {\displaystyle \varepsilon >0} gibt, in deren Innerem nur Punkte aus derselben Menge liegen.

## Metrischer Raum

### Definition
Sei {\displaystyle (X,d)} ein metrischer Raum und {\displaystyle U} eine Teilmenge von {\displaystyle X}. Man nennt {\displaystyle U} dann offen (bzgl. der von {\displaystyle d} induzierten Topologie), wenn gilt:
Für jedes {\displaystyle x} aus {\displaystyle U} gibt es eine reelle Zahl {\displaystyle \varepsilon >0}, so dass für jeden Punkt {\displaystyle y} aus {\displaystyle X} gilt: Aus {\displaystyle d(x,y)<\varepsilon } folgt, dass {\displaystyle y} in {\displaystyle U} liegt.
Auch hier hängt die Wahl von {\displaystyle \varepsilon } von {\displaystyle x} ab. Die Aussage ist äquivalent zu folgender: Die oben beschriebene Teilmenge {\displaystyle U} heißt offen, wenn jeder ihrer Punkte ein innerer Punkt ist.

### Offene Kugel
In Analogie zum euklidischen Raum nennt man die Menge der Punkte {\displaystyle y}, deren Abstand {\displaystyle d(x,y)} zu {\displaystyle x} kleiner als {\displaystyle \varepsilon } ist, eine offene Kugel. Formal schreibt man
{\displaystyle U_{r}(x):=\{y\in X\mid d(x,y)<r\}}
und nennt diese Menge die offene Kugel in {\displaystyle X} mit Mittelpunkt {\displaystyle x} und reellem Radius {\displaystyle r>0}.
Bei der offenen Kugel wird der Rand bzw. die Hülle der Kugel nicht mit einbezogen: Alle {\displaystyle y} der Grundmenge {\displaystyle X}, die zum Mittelpunkt {\displaystyle x} einen kleineren Abstand als den Radius {\displaystyle r} haben, gehören zur Kugel. (Beachte die im Artikel Normierter Raum gegebenen Beispiele, dass eine Kugel bezüglich einer Metrik nicht immer „kugelförmig“ bzw. „kreisförmig“ ist.)
Die Definition einer offenen Menge lässt sich nun so schreiben:
Sei {\displaystyle (X,d)} ein metrischer Raum. Dann heißt eine Teilmenge {\displaystyle U} von {\displaystyle X} offen, falls gilt:
{\displaystyle \forall \,x\in U\;\exists \,\varepsilon >0\colon \;U_{\varepsilon }(x)\subseteq U}.
Diese Definition ist eine Verallgemeinerung der Definition für euklidische Räume, denn jeder euklidische Raum ist ein metrischer Raum, und für euklidische Räume stimmen die Definitionen überein.

### Beispiele
Betrachtet man die reellen Zahlen {\displaystyle \mathbb {R} } mit der üblichen euklidischen Metrik, so sind die folgenden Beispiele offene Mengen:
- Das oben genannte offene Intervall {\displaystyle (0,1)}, das sind alle Zahlen zwischen 0 und 1 ausschließlich. Dieses Intervall ist auch ein Beispiel für eine offene Kugel in {\displaystyle \mathbb {R} }.
- {\displaystyle \mathbb {R} } selbst ist offen (und abgeschlossen).
- Die leere Menge ist offen (und abgeschlossen).
- Die Menge {\displaystyle \mathbb {Q} } der rationalen Zahlen ist offen in {\displaystyle \mathbb {Q} }, aber nicht offen in {\displaystyle \mathbb {R} }.
- Das Intervall {\displaystyle (0,\pi ]} ist nicht offen in {\displaystyle \mathbb {R} }, die Menge aller rationalen Zahlen {\displaystyle x} mit {\displaystyle 0<x\leq \pi } ist dagegen offen in {\displaystyle \mathbb {Q} .}

Im {\displaystyle \mathbb {R} ^{2}} kann man sich offene Mengen vorstellen als Mengen, bei denen man den Rand weggelassen hat.
Betrachtet man eine beliebige Menge {\displaystyle M} mit der diskreten Metrik
{\displaystyle d(x,y):={\begin{cases}0&\mathrm {f{\ddot {u}}r} \ x=y\\1&\mathrm {f{\ddot {u}}r} \ x\neq y,\end{cases}}}
dann ist jede Teilmenge {\displaystyle U\subset M} offen. Insbesondere sind Mengen, die nur einen einzelnen Punkt enthalten, offen. Dies wird leicht ersichtlich, wenn man eine offene Kugel {\displaystyle U_{r}(x)} um ein {\displaystyle x\in U} betrachtet. Wählt man {\displaystyle r<1}, so liegt lediglich {\displaystyle x} selbst in der Umgebung {\displaystyle U_{r}(x)}.

### Eigenschaften
Jede offene Kugel ist eine offene Menge. Der Beweis dazu wird veranschaulicht von nachfolgender Abbildung: Zum Punkt {\displaystyle y_{1}} der offenen Kugel {\displaystyle U(x,r)} findet man ein {\displaystyle \varepsilon _{1}}, nämlich {\displaystyle \varepsilon _{1}=r-d(x,y_{1})}, so dass {\displaystyle U(y_{1},\varepsilon _{1})} ganz in {\displaystyle U(x,r)} liegt. Analog sieht man an dieser Darstellung, dass jede abgeschlossene Kugel abgeschlossen ist.
Der Durchschnitt zweier offener Mengen ist wieder eine offene Menge. (Zum Beweis wählt man einen Punkt aus dem Durchschnitt; es gibt dann zwei Kugeln um den Punkt, von denen die kleinere in beiden Mengen, also im Durchschnitt, liegt.) Daraus kann man folgern, dass der Schnitt endlich vieler offener Mengen offen ist. Hingegen muss der Durchschnitt unendlich vieler offener Mengen nicht offen sein. Betrachtet man beispielsweise im {\displaystyle \mathbb {R} } die Schnittmenge aller offenen Intervalle {\displaystyle (-{\tfrac {1}{a}},{\tfrac {1}{a}})}, wobei {\displaystyle a} alle natürlichen Zahlen durchläuft, so ergibt sich die einelementige Menge {\displaystyle \{0\}}, die nicht offen ist:
{\displaystyle \bigcap _{a\in \mathbb {N} }\left(-{\frac {1}{a}},{\frac {1}{a}}\right)=\left[\lim _{a\to \infty }-{\frac {1}{a}},\lim _{a\to \infty }{\frac {1}{a}}\right]=[0,0]=\{0\}}
Die Vereinigung beliebig vieler (also auch unendlich vieler) offener Mengen ist offen. (Zum Beweis wählt man wieder einen Punkt aus der Vereinigung; es gibt dann eine Kugel um diesen Punkt, der in einer der vereinigten offenen Mengen, also auch in der Vereinigung, liegt.)

## Topologischer Raum
Die offenen Kugeln in metrischen Räumen sind die einfachsten Beispiele von Umgebungen in der Topologie. Um „Offenheit“ in einem noch allgemeineren Kontext zu definieren, muss man das Konzept der Kugel fallen lassen. Grundlegend für die Definition eines topologischen Raumes sind offene Mengen, die nur durch ihre Eigenschaften erklärt werden.
Es sei {\displaystyle {\mathcal {T}}} eine Menge von Teilmengen der gegebenen Grundmenge {\displaystyle X} mit den folgenden Eigenschaften:
1. Die leere Menge {\displaystyle \emptyset } und die Grundmenge {\displaystyle X} sind Elemente von {\displaystyle {\mathcal {T}}}.
2. Jede Vereinigung von Elementen von {\displaystyle {\mathcal {T}}} ist selbst Element von {\displaystyle {\mathcal {T}}}.
3. Der Schnitt endlich vieler Elemente von {\displaystyle {\mathcal {T}}} ist Element von {\displaystyle {\mathcal {T}}}.

Man nennt dann {\displaystyle {\mathcal {T}}} eine Topologie auf {\displaystyle X}, und die Elemente von {\displaystyle {\mathcal {T}}} heißen offene Mengen des topologischen Raums {\displaystyle (X,{\mathcal {T}})}.
Diese Definition ist eine Verallgemeinerung der Definition für metrische Räume: Die Menge {\displaystyle {\mathcal {T}}} aller offener Mengen eines metrischen Raums {\displaystyle (X,d)} ist eine Topologie, so dass {\displaystyle (X,{\mathcal {T}})} ein topologischer Raum ist.

## Verwendung des Begriffs der offenen Menge

### Diskrete Topologie
Die diskrete Topologie lässt sich auf jeder Menge {\displaystyle X} definieren.
Sie ist diejenige Topologie, unter der alle Teilmengen von {\displaystyle X} offen sind.
Sie stimmt mit der Topologie überein, die von der oben genannten diskreten Metrik induziert wird.

### Inneres
Jede Teilmenge {\displaystyle A} eines topologischen (oder metrischen) Raumes {\displaystyle X} enthält eine (möglicherweise leere) offene Menge. Die größte offene Teilmenge von {\displaystyle A} nennt man das Innere von {\displaystyle A}; man erhält es zum Beispiel als Vereinigung aller offenen Teilmengen von {\displaystyle A}. Beachte, dass die Teilmengen offen in {\displaystyle X} sein müssen, nicht nur offen in {\displaystyle A}. ({\displaystyle A} selbst ist stets offen in {\displaystyle A}.)

### Stetigkeit
Sind zwei topologische Räume {\displaystyle X} und {\displaystyle Y} gegeben, dann ist eine Abbildung {\displaystyle f\colon X\to Y} genau dann stetig, falls jedes Urbild einer offenen Teilmenge von {\displaystyle Y} offen in {\displaystyle X} ist. Anstatt zu fordern, dass das Urbild einer offenen Teilmenge offen ist, kann man fordern, dass das Urbild einer abgeschlossenen Teilmenge abgeschlossen ist. Das ist eine äquivalente Definition für die Stetigkeit.

### Offene Abbildung
Die Abbildung {\displaystyle f\colon X\to Y} heißt hingegen offene Abbildung, wenn das Bild jeder offenen Menge offen ist. Jedoch kann man hier im Gegensatz zur Stetigkeit das Wort offen nicht durch abgeschlossen ersetzen. Die Abbildung {\displaystyle p\colon \mathbb {R} ^{2}\to \mathbb {R} } mit {\displaystyle (s,t)\mapsto s} ist offen, bildet jedoch die abgeschlossene Menge {\displaystyle \{(s,t)\colon s\geq 0,st\geq 1\}} auf {\displaystyle ]0,\infty [} ab. Mit Hilfe der offenen Abbildung kann man nun die Inversen einer bijektiven Abbildung auf Stetigkeit untersuchen. Denn eine bijektive Abbildung ist genau dann offen, wenn ihre inverse Abbildung stetig ist. Ein zentraler Satz aus der Funktionalanalysis über offene lineare Abbildungen ist der Satz von der offenen Abbildung.
Eine Abbildung heißt relativ offen, wenn sie eine offene Abbildung auf die Teilraumtopologie ihres Bildes ist. Das komplementäre Konzept zur offenen Abbildung ist die abgeschlossene Abbildung.